# K2 Promotions
K2 Promotions (укр. К2 Промоушенз) — боксерська промоутерська компанія, заснована братами Кличками у 2005 році.
В листопаді 2007 року шляхом об'єднання двох компаній «K2 Promotions» (засновники — брати Кличко) та «National Box Promotion» (засновник — Бухкалов Вадим Борисович) була створена промоутерська компанія «K2 East Promotions», яка в лютому 2010 року знов розпалася на дві компанії.
«К2» проводить рейтингові, титульні та чемпіонські бої на території України, а також організовує поїздки боксерів-професіоналів на турніри і тренувальні збори, які проходять за кордоном. На даний момент компанія має контракти з 11-ма професійними боксерами.

## Боксери
- Олександр Усик
- Геннадій Головкін
- Макс Бурсак
- Заурбек Байсангуров
- В'ячеслав Узелков
- Андрій Руденко
- Сергій Федченко
- Віктор Плотников
- Валерій Бражник
- Мішико Беселія
- Умар Саламов
- Олександр Спірко
- Малиновський Олег
- Хасан Байсангуров
- Черв'як Олександр
- Берінчик Денис